# 마오강구
마오강구(한국어: 무항구, 중국어: 茂港区, 병음: Màogǎng Qū)는 중화인민공화국 광둥성 마오밍 시의 현급 행정구역이다. 넓이는 372km2이고, 인구는 2007년 기준으로 470,000명이다.

## 행정 구역
2개 가도, 5개 진을 관할한다.
- 가도: 南海街道, 高地街道.
- 진: 沙院镇, 小良镇, 七径镇, 坡心镇, 羊角镇.